# Осака-Саяма
О́сака-Сая́ма (яп. 大阪狭山市, おおさかさやまし, МФА: [oːsaka sajama ɕi̥]?) — місто в Японії, в префектурі Осака.     Отримало статус міста 1987 року. Площа становить 11,86 км². Станом на 1 липня 2012 року населення складало 58 084  осіб, густота населення — 4900 осіб/км².     

## Демографія
Згідно з даними перепису населення Японії, населення Осака-Саяма активно збільшувалось до 90-х років. Станом на 1 жовтня 2020 року населення складало 58 435 осіб, з яких чоловіків — 27 409 осіб, жінок — 31 026 осіб. Густота населення — 4902 осіб/км².

## Історія
Осака-Саяма отримала статус міста 1 жовтня 1987 року. Вона утворилася на базі міста Сая́ма (яп. 狭山市, さやまし, МФА: [sajama ɕi̥]), що було засноване і перейменоване того ж числа.